# Herzogau (Waldmünchen)

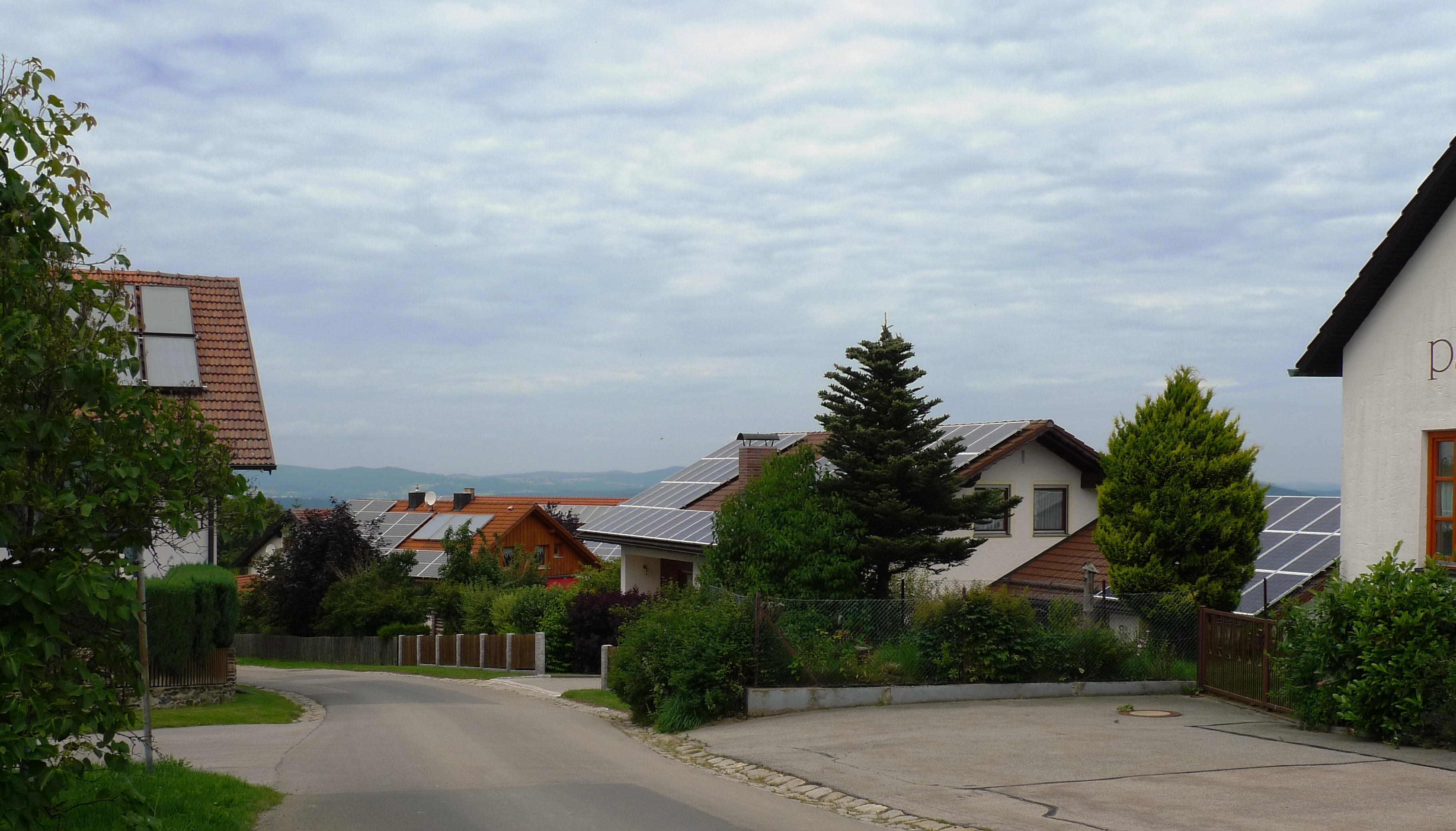
Herzogau

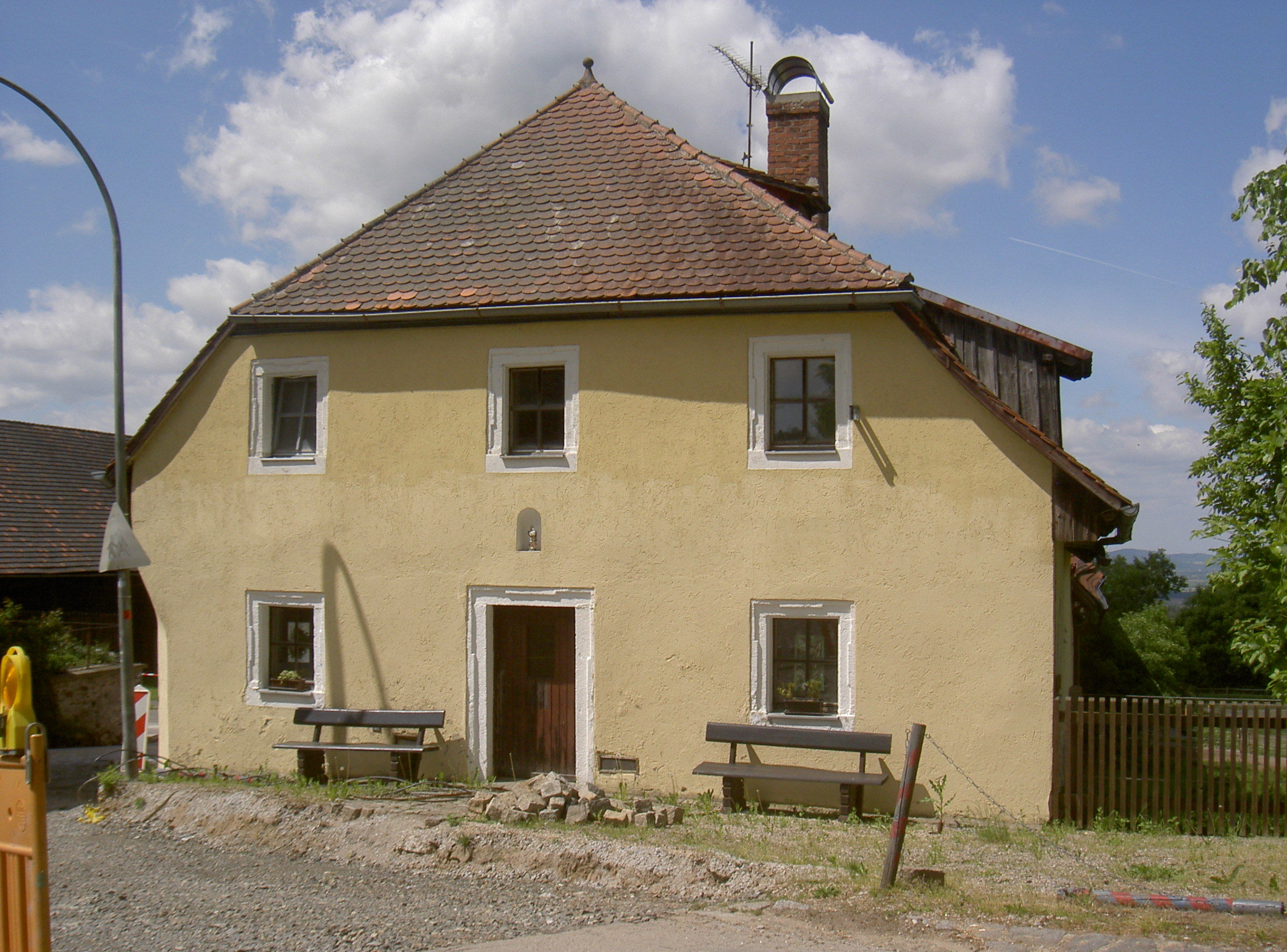
Altes Schloss

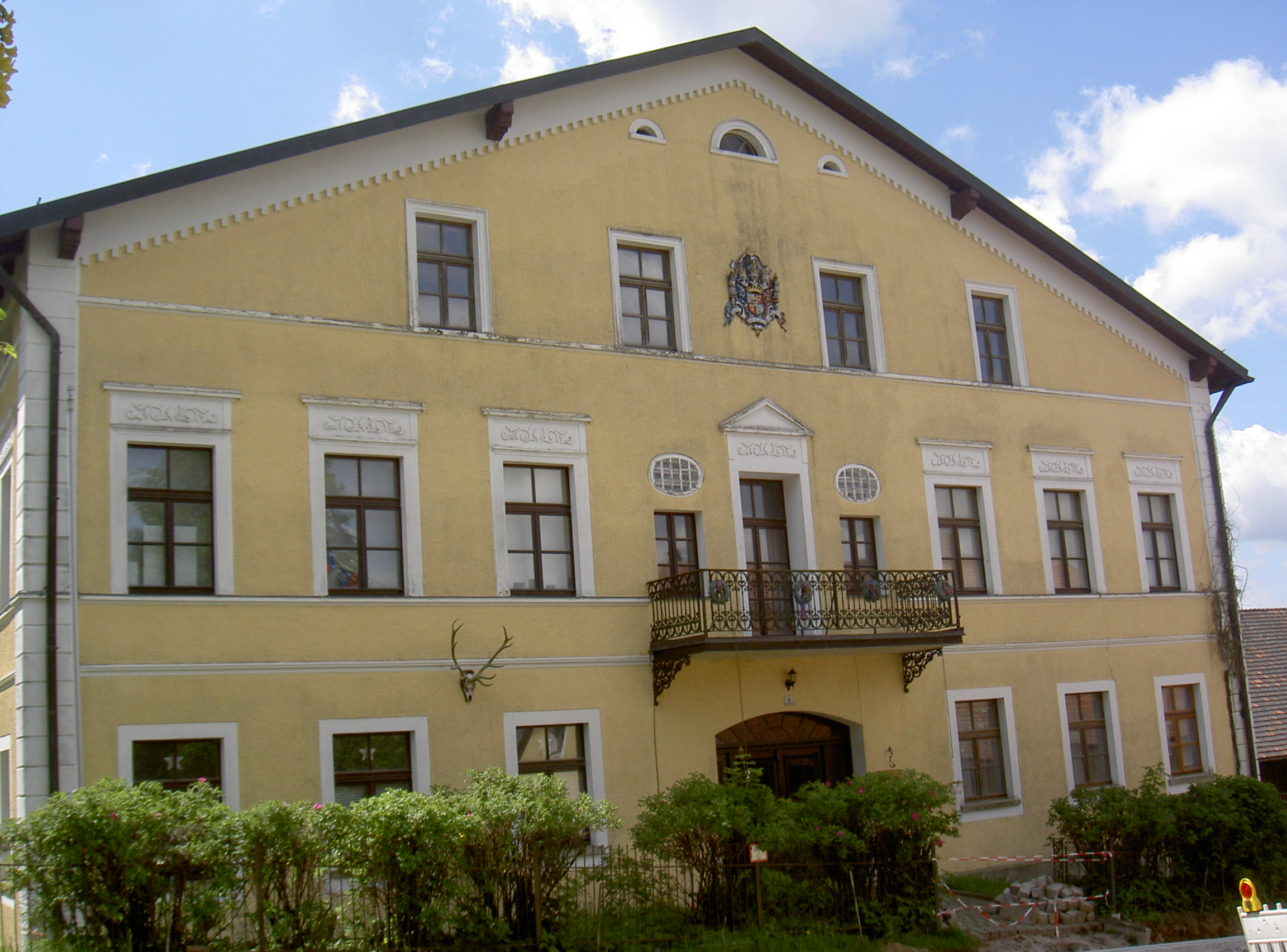
Neues Schloss

Herzogau ist ein Gemeindeteil der Stadt Waldmünchen im oberpfälzischen Landkreis Cham in Bayern.

## Geografie
Herzogau befindet sich auf einer Hochfläche zwischen dem 664 Meter hohen Herzogauer Berg im Norden und dem 824 Meter hohen Hoher Stein im Süden. Westlich von Herzogau entspringen zahlreiche Quell- und Nebenflüsse des Moosdorfer Baches.
Das Pfarrdorf liegt etwa einen halben Kilometer östlich der Staatsstraße 2154, drei Kilometer südöstlich von Waldmünchen und gut drei Kilometer südwestlich der Grenze zur Tschechischen Republik.

## Geschichte

### 14. bis 17. Jahrhundert
Herzogau (auch: Hertzogenawe, Herzenaw, Hertzenaw, Herzognaw, Hörzogaw) wurde 1301 erstmals schriftlich erwähnt. 1550 wurde es genannt als ein Berg und ein Holz. 1555 wurden in Herzogau zwei Höfe gebaut. 1563 gab es dort zwei Mannschaften. 1579 gründete Pfleger Gebhard Ruhland in Herzogau eine Glashütte, die später nach Althütte verlegt wurde. 1588 hatte Herzogau 2 Höfe und 5 Inwohner.
Die Umgebung von Herzogau war Gegenstand häufiger Grenzstreitigkeiten zwischen der Kurpfalz und Böhmen. 1550 wurde zwischen König Ferdinand von Böhmen und Kurfürst Friedrich von der Pfalz der Tauser Vertrag über den Grenzverlauf in dieser Gegend geschlossen. Allerdings wurde er nicht umgesetzt und es folgten weitere Streitigkeiten. Verhandlungen in den 1560er Jahren und Grenzbegehungen 1628 und 1664 führten zu keinem Erfolg.
1622 gehörte Herzogau dem Hüttenmeister Erhard Pock. Es hatte eine Schmiede, ein Wirtshaus, 36 Mannschaften. 1630 hatte es 31 Inwohner, die Häuser waren teilweise verödet.
Von 1659 bis 1672 gehörte Herzogau Georg Werner, von 1672 bis 1682 dessen Witwe Maria Werner und ihren Kindern, von 1682 bis 1704 Johann Werner und dessen Ehefrau Maria Salome. Maria Salome war eine Tochter des Hammermeisters Stephan Voith zu Vorderlangau, Stammvater der Familie Voith von Voithenberg.

### 18. Jahrhundert
1701 brach der Spanische Erbfolgekrieg aus. Es kam zur Bayerischen Diversion im Spanischen Erbfolgekrieg. Kurfürst Maximilian II. Emanuel von Bayern scherte aus dem Heiligen Römischen Reich aus und kämpfte für ein bayerisches Königreich gegen den Kaiser und König von Böhmen Leopold I. In der Zweiten Schlacht bei Höchstädt 1704 wurde er besiegt und aus Deutschland vertrieben. Die Oberpfalz wurde von 1705 bis 1715 durch kaiserliche Truppen besetzt. Kaiser und König von Böhmen war seit 1705 Joseph I. aus dem Hause Habsburg.
Nun kam es zu neuen Grenzbegehungen und Grenzuntersuchungen 1706, die zum Grenzvergleich 1707 führten. Dieser fiel sehr zugunsten der böhmischen Sieger des Krieges aus. Dabei kam die Gegend östlich von Herzogau zu Böhmen. Außerdem kamen die Hofmark Grafenried, die Orte Kleeberg, Kleinsteinlohe, Großsteinlohe, Althütte, Unterhütte, Pucher, Posthof, Höll, Arnstein, Kramberg, Wagenhof, Schmalzgruben (= Nemaničky) und Haselbach zu Böhmen. 1708 wurden die betroffenen Untertanen nach Böhmen verpflichtet.
1703 gab es in Herzogau zusammen mit Sonnhof 2 Höfe und 1 Sölde. 1704 heiratete der Regierungsrat in Amberg, Johann Georg Franz von Wildenau, die verwitwete Maria Salome Werner. Er war bis 1728 Besitzer von Herzogau. 1708 erlangte er die oberpfälzische Landsassenfreiheit mit Niedergerichtsbarkeit für Herzogau. 1708 bestand das Landsassengut Herzogau aus Herzogau, der Alten Hütte mit zwei oder drei Häuseln, dem alten Pucher mit dem Pucher Häusl und 100 Tagwerk Wald (Schirlmoos und Ochsenweid).
Der Rastatter Friede führte dazu, dass 1714 die kaiserliche Landsassenfreiheit für Herzogau erlosch. Johann Georg Franz von Wildenau erlangte 1721, gegen den heftigen Widerstand von Stadt, Pflegamt und Forstmeisteramt Waldmünchen und von der Rentkammer Amberg, die kurfürstlich-bayerische Bestätigung der Landsassenfreiheit, ein Privileg, das später nicht mehr rückgängig gemacht werden konnte. Als Wildenau 1728 starb, ging das Landsassengut Herzogau an den Bruder seiner Frau, Johann Zacharias Voith von Voithenberg über. Ihm folgte dessen Sohn Joseph Ferdinand Voith von Voithenberg, der das Gut von 1751 bis 1797 innehatte.
Joseph Ferdinand Voith von Voithenberg erlangte für Herzogau 1773 die Braugerechtigkeit und später Konzessionen für Bäckerei, Weinhandel, Tabakhandel, Fleischhackerei, Tafern und Nagelschmiede. Voithenberg wurden durch kurfürstliche Resolution 400 Tagwerk Wald als Eigentum und der Weiterbestand der Glashütte zugesichert.
Joseph Ferdinand Voith von Voithenberg konnte in der Zeit des  „Status quo“ von 1708 bis 1764, in der Herzogau zu Böhmen gehörte, seinen Besitz erweitern. Der alte Pucher wurde durch den neuen Pucher ersetzt, eine neue Hütte, die Unterhütte, wurde gegründet und es kamen eine Säge, eine Mühle und einige Häusln hinzu. Das Landsassengut Herzogau wurde nun Hofmark Herzogau genannt. Die weiteren Inhaber waren Zacharias II. von Voithenberg (1797–1821) und danach dessen Sohn Nepomuk von Voithenberg (1821–1848). Joseph Ferdinand Voith von Voithenberg war Enkel des Stephan Voith zu Vorderlangau, dem Stammvater der Familie Voith von Voithenberg.
1759 fanden neue Grenzverhandlungen 1763 in Prag statt, die 1764 von Maria Theresia von Österreich ratifiziert wurden.
1766 fand in Prag ein Kongress statt, auf dem der Grenzverlauf endgültig festgelegt wurde, der seitdem Bestand hat. Zum Pflegamt Waldmünchen kamen Kleeberg, Kleinsteinlohe, Großsteinlohe, Alte und Neue Glashütte, Pucher, Posthof, Höll, Wagenhof, Arnstein und Kramberg. In Böhmen blieben die ganze Hofmark Obergrafenried, Anger, Seeg, Hüthen (Neubauhütten = Novosedelské Hutě, Friedrichshütten = Nová Huť, Althütten = Stará Huť), Schmalzgruben und Haselbach.
1792 hatte Herzogau 31 Anwesen, ein Schloss (Inhaber Joseph Ferdinand von Voith, Reichsfreiherr von Voithenberg), ein Schulbenefizium mit neuerbauter Kirche und einem Benefiziatenhaus.

### 19. Jahrhundert
1808 gab es in Herzogau 34 Anwesen, ein Hirtenhaus, ein Schloss, eine Wohnung für Hofmarksbeamte, eine Wohnung für „Unglückliche“, ein Gerichtsdienerhaus, ein Meierhaus mit Ökonomiegebäuden, ein Bräuhaus, eine Benefiziatenkirche, eine Wohnung des Schulbenefiziaten. Ihr Gewerbe übten aus: 12 Weber, 3 Schneider, 1 Kufner, 1 Bäcker, 1 Wirt mit Metzger- und Bäckergerechtigkeit, 1 Schmied, 1 Wagner, 1 Schuhmacher, 1 Krämer, 1 Maurer. Freiherr Zacharias von Voithenberg betrieb eine Brauerei, eine Branntweinbrennerei, eine Waren- und Weingroßhandlung und hatte eine Kufnerkonzession.
Herzogau war 1815 Ortsgericht. Zu Beginn des 19. Jahrhunderts wurden die Sonderrechte des Adels eingeschränkt und neu geordnet. Dies betraf auch die Gerichtsbarkeit. Eine gänzliche Beseitigung der adligen Gerichtsbarkeit war in Bayern zu diesem Zeitpunkt noch nicht durchsetzbar. Ab 1808 war es für Adlige möglich in zusammenhängenden Bezirken mit mindestens 50 Familien Ortsgerichte zu bilden. In diesem Zusammenhang bildete Zacharias Freiherr von Voithenberg 1815 das Ortsgericht Herzogau mit den Orten Herzogau, Oberhütte (= Althütte), Pucher, Unterhütte, Voithenbergöd, Lengau, Sonnhof und Posthof. Dieses Ortsgericht hatte 102 Familien. Aus diesem Ortsgericht wollte er ein Patrimonialgericht I. Klasse und etwas später ein Patrimonialgericht II. Klasse bilden. Diese Bemühungen führten zu langwierigen juristischen Auseinandersetzungen, Beschwerden und Prozessen mit dem Innenministerium der Regierung des Regenkreises, die schließlich 1848 mit der Aufhebung der Patrimonialgerichtsbarkeit ein Ende fanden.
1808 wurde die Verordnung über das allgemeine Steuerprovisorium erlassen. Mit ihr wurde das Steuerwesen in Bayern neu geordnet und es wurden Steuerdistrikte gebildet. Dabei wurde Herzogau Steuerdistrikt. Der Steuerdistrikt Herzogau bestand aus den Dörfern Herzogau, Pucher, Oberhütte (= Althütte), Ulrichsgrün, Unterhütte, Voithenbergöd, den Weilern Lengau und Posthof und der Einöde Sonnhof.
1820 wurden im Landgericht Waldmünchen Ruralgemeinden gebildet. Dabei wurde Herzogau patrimonialgerichtliche Ruralgemeinde. Zur Ruralgemeinde Herzogau gehörten Herzogau mit 34 Familien, Oberhütte (= Althütte) mit 12 Familien, Unterhütte mit 10 Familien und Pucher mit 8 Familien. 1830 wurde Voithenbergöd (= Voithenberghütte und Voithenberg) der Gemeinde Herzogau zugeordnet.

### 20. Jahrhundert bis Gegenwart

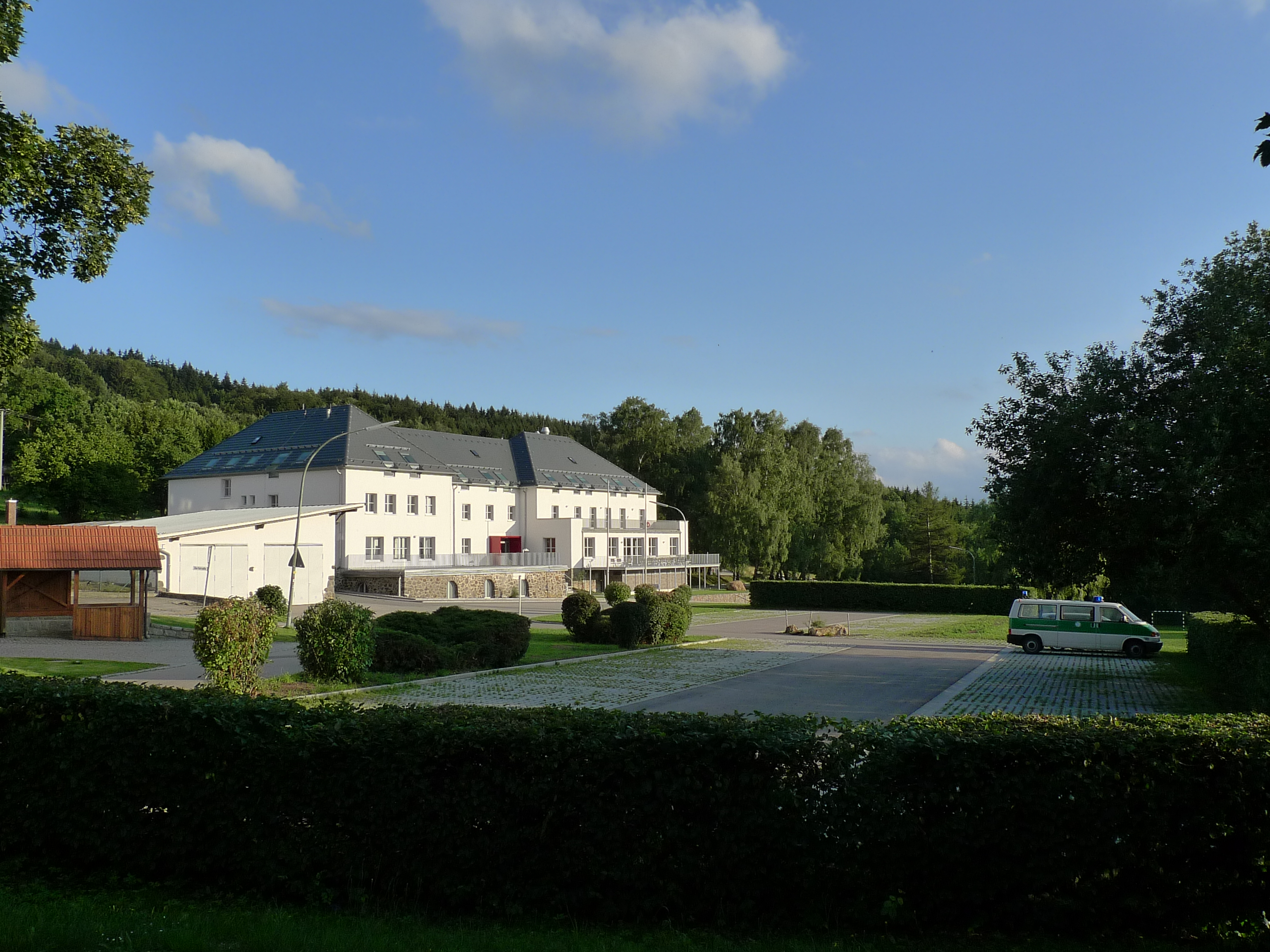
Herzogau, ehemaliges Grenzlandhotel, dann Polizeischule für Hundeführer

1926 wurde mit dem Bau des Grenzlandhotels in Herzogau begonnen. Es wurde 1936 eingeweiht und von führenden Mitgliedern der Nationalsozialistischen Deutschen Arbeiterpartei zur Erholung genutzt. Am 19. April 1945 wurde hier Gauleiter Fritz Wächtler von Ludwig Ruckdeschel erschossen, der danach Wächtlers Amt übernahm. Ruckdeschel wurde 1948 zu acht Jahren Haft verurteilt wegen seines Mordes am Domprediger Johann Maier. Nach dem Krieg diente das Grenzlandhotel als Heim der Arbeiterwohlfahrt.
1972 wurde der Landkreis Waldmünchen aufgelöst. Dabei kam Voithenbergöd zur Stadt Furth im Wald. Herzogau und die anderen Gemeindeteile der ehemaligen Gemeinde Herzogau kamen zur Stadt Waldmünchen.
1974 wurde im Grenzlandhotel ein Fortbildungsinstitut der Bayerischen Bereitschaftspolizei eingerichtet. Dieses wurde 2002 in eine Polizeischule für Hundeführer in Bayern umfunktioniert. In den Jahren 2008 bis 2010 wurde die Polizeischule in Herzogau renoviert. Ab 2010 geriet die Schule wegen des Verdachts des sexuellen Missbrauchs und Demütigung von Polizeischülerinnen und tschechischen Frauen, sadistischen Initiationsriten und der Tierquälerei von auszubildenden Hunden in die Schlagzeilen.
Herzogau ist Kuratbenefizium der Pfarrei Waldmünchen. 1997 hatte Herzogau 183 Katholiken.

## Einwohnerentwicklung ab 1820
| Jahr | Einwohner   | Gebäude |
| ---- | ----------- | ------- |
| 1820 | 34 Familien | k. A.   |
| 1838 | 316         | 37      |
| 1861 | 308         | 70      |
| 1871 | 303         | 117     |
| 1885 | 248         | 57      |
| 1900 | 198         | 33      |
| 1913 | 232         | 36      |

| Jahr | Einwohner | Gebäude |
| ---- | --------- | ------- |
| 1925 | 220       | 35      |
| 1950 | 270       | 39      |
| 1961 | 188       | 41      |
| 1970 | 209       | k. A.   |
| 1987 | 190       | 64      |
| 2011 | 162       | k. A.   |

## Tourismus und Sehenswürdigkeiten

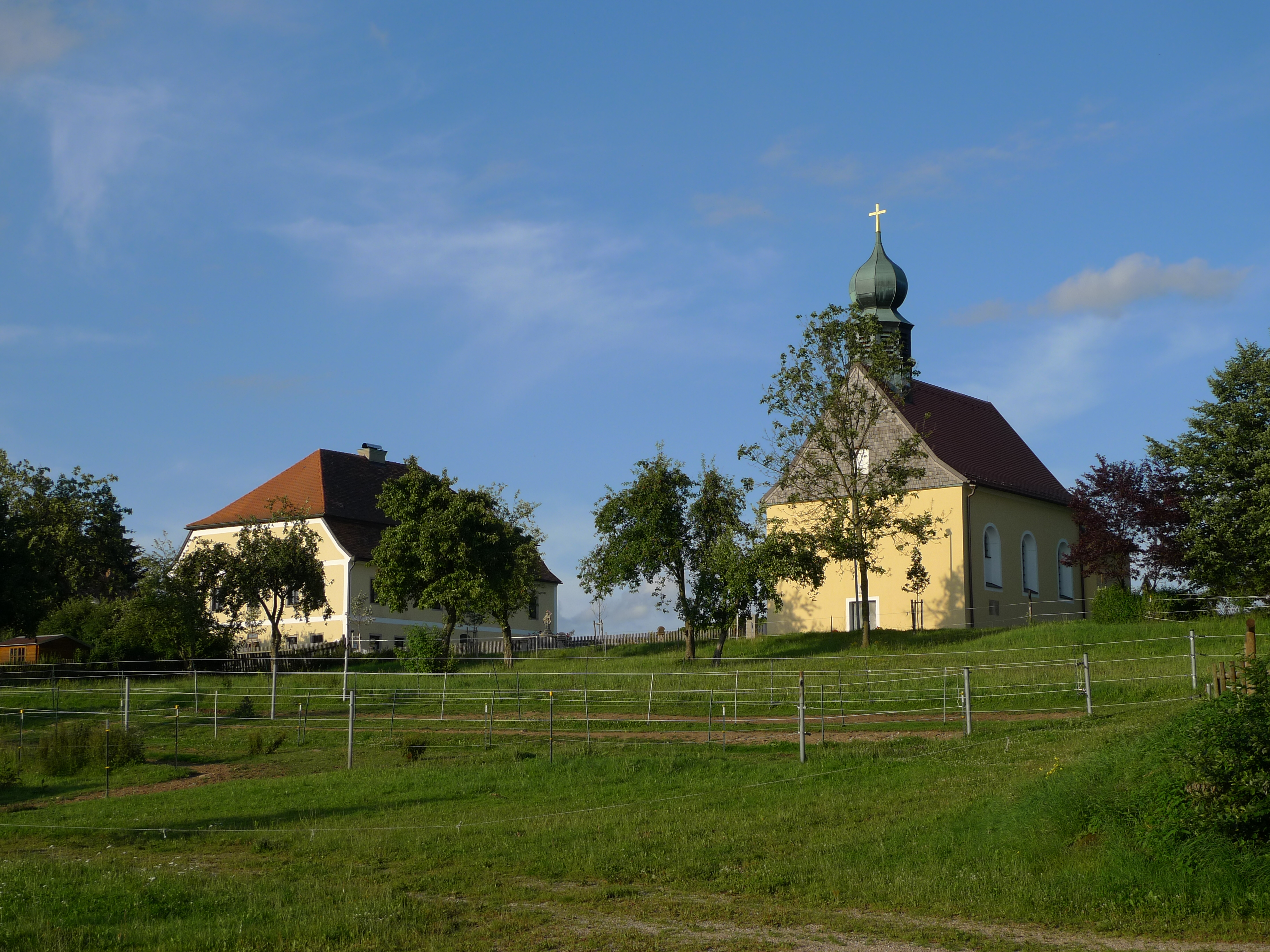
Herzogau denkmalgeschützte Kirche, Benefiziatenhaus, Nepomukstatue

Herzogau hat mehrere ausgewiesene Bau- und Bodendenkmäler:
- Die denkmalgeschützte Kirche St. Anna und Sebastian wurde 1787 erbaut. Sie ist ein giebelständiger Saalbau mit eingezogenem Chor, Satteldach und Dachreiter mit Zwiebelhaube. Denkmalnummer D-3-72-171-61.
- Neben der Kirche steht das denkmalgeschützte ehemalige Benefiziatenhaus. Es stammt ebenfalls aus dem Jahr 1787. Der zweigeschossige Mansardwalmdachbau hat eine Fassade mit geohrten Rahmungen in Granit. Ebenso denkmalgeschützt ist die Gartenmauer mit demselben Baujahr und eine Nepomukstatue zwischen Kirche und Benefiziatenhaus aus dem 18. Jahrhundert. Denkmalnummer D-3-72-171-60.
- Schräg gegenüber der Kirche in der Von-Voithenberg-Straße Nummer 1 befindet sich das Alte Schloss mit dem Schlossgut und seinen Wirtschaftsgebäuden und Nummer 4 das Neue Schloss mit dem Museum derer Voith von Voithenberg. Denkmalnummern D-3-72-171-62 und D-3-72-171-59
- Am nördlichen Ortsrand von Herzogau befindet sich der Burgstall Herzogau. Hier stand im 13. Jahrhundert eine Burg. Denkmalnummer D-3-6642-0005.
- Am östlichen Ortsrand von Herzogau befindet sich das Gelände der Glashütte Herzogau. Die Glashütte von Herzogau ist eine der ältesten Glashütten der Umgebung. Sie wurde bereits im 16. Jahrhundert gegründet. Denkmalnummer D-3-6642-0046.
- Südlich von Herzogau auf dem Nordhang des 824 Meter hohen Hoher Stein befindet sich die frühneuzeitliche Wüstung Sonnhof. Denkmalnummer D-3-6642-0031.
- Auf dem Gelände zwischen Kirche und Neuem Schloss befinden sich archäologische Reste des abgegangenen frühneuzeitlichen Schlosses in Herzogau. Denkmalnummer D-3-6642-0032.[34]

Durch Herzogau führen der 660 Kilometer lange Goldsteig, der 178 Kilometer lange Pandurensteig und die Mountainbikewege MTB-11 und MTB-15.